# Ottokar von Knieriem
Johann Conrad Ottokar von Knieriem (* 4. August 1893 auf dem Petershof bei Olai, Livland; † 1. Mai 1966 in Königstein im Taunus) war ein Bankdirektor.
Sein Vater Woldemar von Knieriem (1849–1935) war Agronom und Rektor des Polytechnikums in Riga. Verheiratet war er mit Sophie Bertholet De Villebois († 1895) und Ottokars Mutter Elisabeth Martha Alexandra Kupffer (1864–1947), mit denen er zwei bzw. drei Kinder hatte. Ottokars Schwester Elisabeth war die Mutter von Olof Palme.
Er war 1919 in Lettland als Ordonnanzoffizier im Stabe des Generals und Freikorpsführers Rüdiger von der Goltz tätig.
Ottokar von Knieriem war Direktor der Libauer Bank AG, einer Tochter der Dresdner Bank. Später wurde er Repräsentant der Dresdner Bank AG in Stockholm.
Nach dem Zweiten Weltkrieg wurde er von Alliierten angeklagt, Nationalsozialist gewesen zu sein. Aufgrund von Zeugenaussagen von Jacob und Marcus Wallenberg wurde er freigesprochen.